# Union Basketball Club Güssing Knights
La Union Basketball Club Güssing Knights (più comunemente Güssing Knights o UBC magnofit Güssing Knights per motivi di sponsorizzazione) era una squadra di pallacanestro della città di Güssing. Militava in Österreichische Basketball Bundesliga, la massima divisione del campionato di pallacanestro austriaco.

## Storia
Fondata nel 1957 ha raggiunto il massimo livello cestistico austriaco solo nel 2007. Dopo quattro stagioni abbastanza anonime, sono arrivate due qualificazioni ai play-off per il titolo risoltesi, però, con altrettante eliminazioni ai quarti di finale. Prima dell'exploit della stagione 2013/14 che, dopo una Regular season conclusa al secondo posto, ha portato la vittoria del titolo nella finale contro i favoriti Kapfenberg Bulls.

## Colori e simbolo
I colori della maglia dei Güssing Knights sono il bianco e il rosso per le partite a domicilio ed il nero per quelle in trasferta. Il simbolo della società raffigura un Cavaliere medievale.

## Palmarès
- Campionato austriaco: 2

2013-2014, 2014-2015
- Coppa d'Austria: 1

2015